# Michele Rigione
Michele Rigione (Nápoles, Italia, 7 de marzo de 1991) es un futbolista italiano que juega como defensa central en el Avellino de la Serie C.

## Trayectoria

### ChievoVerona e Inter
Nacido en Naples, Campania, Rigione había jugado en el ChievoVerona desde 2001. En agosto de 2007 se unió al equipo sub-17 del Inter en calidad de cedido por 205.000 € con la opción de ser copropietario del jugador, y debutó con el filial del Inter - Primavera en febrero de 2008. También jugó 4 veces con el primer equipo en amistosos de clubes en la temporada 2008-09 y 2009-10. En junio de 2008 firmó un contrato de copropiedad por 350.000 €.
El 21 de julio de 2010, fue cedido al Foggia de la Lega Pro Prima Divisione, como reemplazo del defensor Lorenzo Burzigotti. Se convirtió en el central titular desde la ronda 5 (excepto la ronda 6), en pareja con Simone Romagnoli, Andrea Iozzia o Andrea Torta. También jugó 5 partidos en la Coppa Italia Lega Pro 2010-11, excepto el primer partido como suplente que no jugó.
El 22 de junio de 2011, el Inter compró los derechos restantes de Rigione por 500.000 € (hizo que el Inter registrara un coste financiero adicional de 150.000 €) y el mismo día Chievo también adquirió al brasileño Rincón y al juvenil Davide Tonani por una tarifa nominal. Además, Marco Andreolli regresó a Chievo también por 500.000 €, lo que hizo que los acuerdos fueran intercambio de jugadores.
Rigione se fue cedido a dos clubes más (Cremonese en la Lega Pro 1.ª División junto con Bocalon y Grosseto en la Serie B junto con Giulio Donati) hasta que fue liberado por el Inter el 30 de junio de 2013 como agente libre.

### Catanzaro
En julio de 2013 fue fichado por Catanzaro en un contrato de 3 años.
El 23 de abril de 2015, Rigione rescindió su contrato en Catanzaro por mutuo consentimiento, dejándolo como agente libre.

### Teramo y Lanciano
En julio de 2015 se incorporó a Teramo. Sin embargo, el club fue expulsado de la Serie B 2015-16 debido a un escándalo de arreglo de partidos. El 31 de agosto se unió al Lanciano de la Serie B.

### Cesena
El 21 de julio de 2016, Cesena fichó a Rigione en una transferencia gratuita, firmando un contrato de 2 años.

### ChievoVerona
El 29 de junio de 2017, 1 día antes de que finalizara el ejercicio financiero de Cesena y Chievo, Rigione, Luca Garritano, Alejandro Rodríguez y Daniele Grieco de Cesena fueron vendidos a Chievo por Kupisz, Filippo Zambelli, Pietro Borgogna, Lorenzo Placidi y Carloalberto Tosi. Además, Lamin Jallow se mudó a Cesena con un contrato temporal, y con opción de compra al final de la temporada 2017-18.
Sin embargo, el 30 de agosto de 2017, Rigione regresó a Cesena en calidad de préstamo. El 10 de enero de 2018 fue fichado por otro club de la Serie B, Ternana, a préstamo.
Al final de la temporada 2017-18, Cesena estaba en bancarrota, mientras que Rigione no pudo encontrar un equipo para la temporada 2018-19. Fue registrado como juvenil de Chievo para la Regla de jugador de cosecha propia.

### Novara
El 30 de enero de 2019, Rigione se incorporó a Novara cedido hasta el 30 de junio de 2019.

## Selección nacional
Rigione jugó dos veces para la selección de Italia Sub-19, ambos fueron amistosos. También jugó dos veces en la clasificación para el Campeonato Europeo Sub-17 de la UEFA 2008. Recibió su primera convocatoria de la Sub-20 de Italia, para disputar el Torneo de Cuatro Naciones 2010-11 en noviembre.
Según Internazionale, Rigione era el capitán de la Selección de fútbol sub-17 de Italia.

## Clubes
| Club               | País   | Año           | Part. | Goles |
| ------------------ | ------ | ------------- | ----- | ----- |
| Inter de Milán     | Italia | 2010 - 2013   | 0     | 0     |
| Foggia (cesión)    | Italia | 2010 - 2011   | 24    | 1     |
| Cremonese (cesión) | Italia | 2011 - 2012   | 20    | 1     |
| Grosseto (cesión)  | Italia | 2012 - 2013   | 10    | 0     |
| Catanzaro          | Italia | 2013 - 2015   | 65    | 3     |
| Teramo             | Italia | 2015          | 1     | 0     |
| Lanciano           | Italia | 2015-2016     | 29    | 1     |
| Cesena             | Italia | 2016-2017     | 26    | 2     |
| ChievoVerona       | Italia | 2017-presente | 22    | 3     |
| Cesena (cesión)    | Italia | 2017-2018     | 13    | 1     |
| Ternana (cesión)   | Italia | 2018          | 14    | 0     |
| Novara (cesión)    | Italia | 2019          | 9     | 0     |
| Cosenza            | Italia | 2021-2023     |       |       |
| Avellino           | Italia | 2023-         |       |       |
| Total              |        | 2010 - 2020   | 233   | 12    |